# Synodontis petricola
Synodontis petricola ist ein Angehöriger der über 130 Arten umfassenden Gattung Synodontis, die zur Unterfamilie der Fiederbartwelse (Mochokinae) der Familie Mochokidae gehört. Die Art wurde 1959 als Synodontis petricola wissenschaftlich beschrieben. Das Artepitheton petricola bedeutet felsenbewohnend.

## Merkmale
Synodontis petricola wird maximal 13,5 Zentimeter lang, die Standardlänge liegt bei 11,5 Zentimeter. Der seitlich nicht abgeflachte, bräunliche Körper ist mit zahlreichen großen, dunkelbraunen Flecken gezeichnet, die Hartstrahlen der Flossen sind weiß. Die Basen aller Flossen mit Ausnahme der Fettflosse sind mit schwarzen Dreiecken gemustert. Die Schwanzflosse ist tief gegabelt. Eine gut entwickelte Fettflosse ist vorhanden.
Flossenformel: Dorsale II/7, Anale iii–iv/7–9, Pectorale 8–9, Ventrale i/6, Caudale i,7,8,i.
Die Haut des Körpers ist vertikal mehrmals gefaltet und ohne Papillen. Der Kopf ist breit und etwas abgeflacht, die Kopfhaut mit winzigen Papillen besetzt, die sich nach hinten bis auf den angrenzenden Rumpfbereich und nach vorne bis auf die Basis der Barteln fortsetzen. Die mittlere Unterkieferbartel ist geteilt. Im Unterkiefer befinden sich 31 bis 50 Zähne die in sechs Reihen stehen. Der Augendurchmesser liegt bei 28,7 bis 40,1 % der Schnauzenlänge. Die Augen befinden sich an den Seiten der Kopfoberseite. Ihre Pupillen sind etwas länger als hoch. Das Maul ist unterständig.
Die Synodontis-Arten des Tanganjikasees sind von den Vertretern aus allen anderen Gewässern dadurch zu unterscheiden, dass sie (mit einer Ausnahme: S. melanostictus) in den Flossen dunkle Keile und Balken besitzen. Alle Tanganjikasee-Arten besitzen zumindest im Jugend- bzw. Halberwachsenen-Stadium viele dunkle Punkte auf beige-braunem oder weiß-grauem bis grauem Grund. Die Arten des Synodontis-petricola-Artkomplexes haben fast immer weiß eingefasste Stachelstrahlen in Rücken- und Brustflossen und relativ kurze Barteln. Im Unterschied zu den meisten → Synodontis-Arten haben sie einen verhältnismäßig niederen Körperbau der ungefähr so breit wie hoch ist. Die einzige andere nominelle Art aus diesem Artkomplex ist der kürzlich beschriebene Synodontis lucipinnis. Bekannt ist auch der Zwerg-Fiederbartwels (Dwarf-Petricola) und vielleicht noch der Groß-Petricola (Synodontis sp. „Petricola Big“), die beide noch wissenschaftlich unbeschrieben sind. Alle diese Arten lassen sich vom eigentlichen S. petricola dadurch unterscheiden, dass sie zwischen dem Schulterfortsatz (Humeralfortsatz) und der Brustflosse keine Sinnespore (Axillarpore) besitzen. Ansonsten ähneln sich diese Arten auf fast schon verblüffende Weise. Unterschiede gibt es zum Beispiel in der Augengröße (S. lucipinnis hat die größten, der Zwerg-Petricola die kleinsten), in der Rückenflossenfärbung (S. petricola und der Zwerg-Petricola haben einen massiven schwarzen Keil, die anderen nur einen breiten, dunklen Außenrand) und die bereits erwähnte Axillarpore. Der echte S. petricola wird bis zu 13,5 Zentimeter lang.

## Verbreitung und Ökologie
Der gesamte Artkomplex ist im Tanganjikasee endemisch. Typusfundort von S. petricola ist bei der Ortschaft Kashekezi im nördlichen, zur Demokratischen Republik Kongo gehörenden Seeteil. Die Art bewohnt felsige Bereiche und ist durch die schlanke Körperform ideal an ein Leben in Felsspalten angepasst. Die Art ist überwiegend carnivor, ernährt sich von Hydracarien, Ostracoden und Insektenlarven (Trichopteren, Chironomiden), die sie auch durch das Abweiden von Algen im Aufwuchs findet.
Die Art ist nach der internationalen Roten Liste gefährdeter Tier- und Pflanzenarten der IUCN nicht gefährdet (Least Concern), jedoch lokal durch Überfischung und Verlandung bedroht (2006).

## Verhalten und Fortpflanzungsbiologie
Die Fortpflanzung von S. petricola ist zwar wegen der ungesicherten Identifizierung nicht genau bekannt, jedoch dürfte sich diese Art mit großer Wahrscheinlichkeit nicht viel anders vermehren als andere Arten aus dem Petricola-Komplex. Danach handelt es sich um Freilaicher, die aber zum Laichakt gerne Höhlen aufsuchen, wo beide Elterntiere ihre Geschlechtsprodukte ins Wasser entlassen. Es sollen bis zu 800 Eier sein, die pro Laichakt abgegeben werden können.